# Tullia die Ältere
Tullia die Ältere war die ältere Tochter des sechsten, sagenhaften römischen Königs Servius Tullius, der von 578 bis 534 v. Chr. regiert haben soll.
Tullia wird in den Quellen, von denen insbesondere Titus Livius und Dionysios von Halikarnassos maßgeblich sind, als rechtschaffene Frau geschildert, die mit dem ehrgeizigen, stolzen und herrschsüchtigen Lucius Tarquinius Superbus verheiratet war. Sie soll auf Betreiben ihrer jüngeren gleichnamigen Schwester, welche die gleichen Charaktereigenschaften wie Tarquinius Superbus besaß, ermordet worden sein.
Wie bei allen Personen der römischen Frühgeschichte liegt über Tullia nur eine semihistorische Überlieferung vor; es ist noch nicht einmal sicher, ob sie wirklich gelebt hat.